# Weingut Gernot und Heike Heinrich
Das Weingut Gernot und Heike Heinrich in Gols ist ein österreichisches Weingut im Weinbaugebiet Neusiedlersee im Burgenland.
Geleitet wird das biodynamisch wirtschaftende Weingut von Gernot Heinrich und seiner Frau Heike Heinrich. Die Rebfläche beträgt 90 Hektar (Stand 2015), wovon 95 Prozent mit roten Rebsorten, hauptsächlich Zweigelt, Blaufränkisch, Sankt Laurent und Pinot Noir bestockt sind. Die bekanntesten Weine sind die Cuvées Pannobile, Gabarinza und Salzberg. Der Großteil der Weingärten befindet sich in Gols. Ein Teil der von Heinrich bewirtschafteten Weingärten befindet sich an den Abhängen des Leithagebirges. Unter den vom Leithagebirge stammenden Weinen hat vor allem der „Blaufränkisch Alter Berg“, der aus einer Top-Lage bei Winden am See stammt, zum Renommee des Weinguts beigetragen.
Das Weingut ist mehrmaliger Sieger des Falstaff-Rotweinpreises sowie der Vinaria-Trophy. Der Betrieb ist Mitglied der Golser Winzervereinigung „Pannobile“, der biodynamisch ausgerichteten Winzergruppe „Respekt“ und der Gruppe „Premium Estates of Austria“.